# Barbie: The Album
Barbie: The Album – ścieżka dźwiękowa do filmu Barbie, wydana 21 lipca 2023 nakładem wytwórni Atlantic Records.

## Lista utworów
Opracowano na podstawie materiału źródłowego.
| Lp. | Tytuł                       | Wykonawcy                  | Czas |
| --- | --------------------------- | -------------------------- | ---- |
| 1.  | „Pink”                      | Lizzo                      | 2:23 |
| 2.  | „Dance the Night”           | Dua Lipa                   | 2:56 |
| 3.  | „Barbie World”              | Nicki Minaj & Ice Spice    | 1:49 |
| 4.  | „Speed Drive”               | Charli XCX                 | 1:57 |
| 5.  | „Watati”                    | Karol G (feat. Aldo Ranks) | 2:46 |
| 6.  | „Man I Am”                  | Sam Smith                  | 3:07 |
| 7.  | „Journey to the Real World” | Tame Impala                | 1:27 |
| 8.  | „I’m Just Ken”              | Ryan Gosling               | 3:42 |
| 9.  | „Hey Blondie”               | Dominic Fike               | 2:21 |
| 10. | „Home”                      | Haim                       | 3:46 |
| 11. | „What Was I Made For?”      | Billie Eilish              | 3:42 |
| 12. | „Forever & Again”           | The Kid Laroi              | 2:19 |
| 13. | „Silver Platter”            | Khalid                     | 2:45 |
| 14. | „Angel”                     | PinkPantheress             | 2:03 |
| 15. | „Butterflies”               | Gayle                      | 2:16 |
| 16. | „Choose Your Fighter”       | Ava Max                    | 2:17 |
| 17. | „Barbie Dreams”             | Fifty Fifty (feat. Kaliii) | 2:29 |

Edycja Best Weekend Ever
| Lp. | Tytuł            | Wykonawcy                          | Czas |
| --- | ---------------- | ---------------------------------- | ---- |
| 18. | „Push”           | Ryan Gosling                       | 3:23 |
| 2.  | „Closer to Fine” | Brandi Carlile & Catherine Carlile | 5:52 |

## Notowania
| Lista przebojów                     | Najwyższa pozycja |
| ----------------------------------- | ----------------- |
| Australia (ARIA Charts)             | 1                 |
| Belgia (Ultratop Flandria)          | 4                 |
| Belgia (Ultratop Walonią)           | 4                 |
| Dania (Hitlisten)                   | 23                |
| Finlandia (Suomen virallinen lista) | 40                |
| Francja (SNEP)                      | 3                 |
| Hiszpania (PROMUSICAE)              | 5                 |
| Islandia (Plötutíðindi)             | 23                |
| Japonia (Oricon)                    | 48                |
| Holandia (Album Top 100)            | 1                 |
| Litwa (Agata)                       | 28                |
| Niemcy (Offizielle Top 100)         | 6                 |
| Nowa Zelandia (RMNZ)                | 1                 |
| Szwajcaria (Schweizer Hitparade)    | 3                 |
| Szwecja (Sverigetopplistan)         | 57                |
| Wielka Brytania (UK Albums Chart)   | 1                 |
| Włochy (FIMI)                       | 13                |